# Astragalus babakhanloui
Astragalus babakhanloui är en ärtväxtart som beskrevs av Maassoumi och Dieter Podlech. Astragalus babakhanloui ingår i släktet vedlar, och familjen ärtväxter. Inga underarter finns listade i Catalogue of Life.